# Restul e tăcere
Restul e tăcere è un film del 2007 diretto da Nae Caranfil.